# Димер, Уолтер
Уо́лтер Ди́мер (англ. Walter Diemer; 8 января 1904 года, Филадельфия, Пенсильвания, США — 9 января 1998 года, Ланкастер, Пенсильвания, США) — американский изобретатель, изобрёл в 1928 году жевательную резинку.

## Биография
Уолтер Димер родился и вырос в Филадельфии, штат Пенсильвания. С 1926 года работал бухгалтером в компании Fleer, производящей жевательную резинку. Несмотря на то, что Димер был по профессии бухгалтером, он любил в свободное время экспериментировать с рецептами жевательной резинки. Во время одного из таких экспериментов он случайно наткнулся на уникальный рецепт, позволявший сделать резинку не слишком липкой и неразрушающейся. Резинка была розового цвета, так как единственный пищевой краситель на заводе был розового цвета.
По сравнению с жевательной резинкой производимой на заводе, новая резинка была менее липкой и легко растягивалась. Димер упаковал сто кусков резинки и выставил их для продаже в местном кондитерском магазине по цене одно пенни за штуку. Новая резинка была распродана за один день.
Компания Fleer начала продавать новую резинку под торговым названием «Dubble Bubble», а Димер сам учил продавцов надувать резинку для того, чтобы показать отличие новой резинки от других жевательных резинок. При цене одно пенни за штуку продажи «Dubble Bubble» в США за первый год превзошли 1,5 млн долларов. Димер не запатентовал своё изобретение, и вскоре возникла конкуренция между производителями жевательной резинки, которая стала популярным и недорогим удовольствием во время Великой депрессии.
Димер работал в Fleer на протяжении нескольких десятилетий, дослужившись до должности вице-президента (1930-70), а также члена Совета директоров Fleer Corporation (1970-85). Уолтер Димер умер от сердечной недостаточности, на следующий день после своего 94-го дня рождения.